# Partito Comunista del Nepal (Manmohan)
Il Partito Comunista del Nepal (Manmohan), precedentemente Partito Comunista del Nepal (Conferenza d'Unità), è stato un partito comunista nepalese, cosiddetto dal nome del suo principale dirigente, Manmohan Adhikari.
Adhikari guidò una fazione del precedente Partito Comunista del Nepal che si unì al Nucleo Centrale promosso da Moham Bikran Singh, che cercava la riunificazione del Partito, diviso fra varie correnti. Tuttavia, nel 1973 il gruppo di Adhikari abbandonò il Partito e nel 1979 fondò un partito omonimo, dalle posizioni più moderate e con stretti legami con il Partito Comunista d'India (Marxista). Nel 1982, l'epiteto "Conferenza d'Unità" venne rimosso dal nome del Partito.
Nel 1986, il Partito si unì con il PCN di Pushpa Lal per formare il Partito Comunista del Nepal (marxista).